# Breakdown (Zeichentrick)
Das Breakdown ist die Auflösung bzw. Zerlegung einer Zeichentrickfilmsequenz in Einzelbilder. Der Breakdown-Zeichner erweitert die Hauptszenen des Chefzeichners nach dessen Vorgaben mit weiteren Phasenzeichnungen und füllt mit ihnen eine vorgegebene Skeletthandlung an.
Im Realfilm werden die Storyboards auf diese Weise erstellt, um die Auflösung einer Spiel- oder Actionszene Bild für Bild sowohl räumlich als auch kameratechnisch dem späteren Zuschauer schlüssig übermitteln zu können.
Die Szene wird von Regie und Kameraführung, bzw. vom Storyboardzeichner in Einstellungen (Shots) und Elemente (Layers) zerlegt und analysiert (Shot by Shot Breakdown).